# Blumea belangeriana
Blumea belangeriana là một loài thực vật có hoa trong họ Cúc. Loài này được DC. mô tả khoa học đầu tiên năm 1836.